# Byadarakoppa, Sagar
Byadarakoppa là một làng thuộc tehsil Sagar, huyện Shimoga, bang Karnataka, Ấn Độ.